# Élections législatives de 1968 à La Réunion
Les élections législatives françaises de 1968 se déroulent le 23 juin. Dans le département de La Réunion, trois députés sont à élire dans le cadre de trois circonscriptions.

## Élus
| Circonscription | Député sortant                                  | Parti | Parti         | Député élu ou réélu | Parti | Parti         |
| --------------- | ----------------------------------------------- | ----- | ------------- | ------------------- | ----- | ------------- |
| 1re             | Henry Sers suppléant de Michel Debré            |       | UDR           | Michel Debré        |       | UDR           |
| 2e              | Joseph Peyret-Forcade suppléant de Gabriel Macé |       | Divers droite | Jean Fontaine       |       | Divers droite |
| 3e              | Marcel Cerneau                                  |       | CD            | Marcel Cerneau      |       | CD            |

## Résultats

### Résultats à l'échelle du département
|                | Union pour la défense de la République          | 33 382  | 30,50  | 1 |  |  |
|                | Divers droite                                   | 24 998  | 22,84  | 1 |  |  |
|                | Union des républicains de progrès               | 58 380  | 53,34  | 2 |  |  |
|                |                                                 |         |        |   |  |  |
|                | Fédération de la gauche démocrate et socialiste | 4 073   | 3,72   | 0 |  |  |
|                | Fédération de la gauche démocrate et socialiste | 4 073   | 3,72   | 0 |  |  |
|                |                                                 |         |        |   |  |  |
|                | Parti communiste réunionnais                    | 26 303  | 24,04  | 0 |  |  |
|                | Progrès et démocratie moderne                   | 16 927  | 15,47  | 1 |  |  |
|                | Divers                                          | 3 751   | 3,43   | 0 |  |  |
|                |                                                 |         |        |   |  |  |
| Inscrits       | Inscrits                                        | 172 528 | 100,00 | 3 |  |  |
| Abstentions    | Abstentions                                     | 61 616  | 35,71  |   |  |  |
| Votants        | Votants                                         | 110 912 | 64,29  |   |  |  |
| Blancs et nuls | Blancs et nuls                                  | 1 478   | 1,33   |   |  |  |
| Exprimés       | Exprimés                                        | 109 434 | 98,67  |   |  |  |

### Résultats par circonscription

#### Première circonscription (Saint-Denis)
| | Michel Debré sortant réélu | UDR (URP)      | 33 382 | 78,95  |  |  |  |
| | Jean-Baptiste Pomana       | PCR            | 5 523  | 13,06  |  |  |  |
| | Michel Gouedard            | Divers         | 1 243  | 2,94   |  |  |  |
| | Francis Mahé               | Divers         | 1 071  | 2,53   |  |  |  |
| | Guy Belon                  | FGDS           | 1 066  | 2,52   |  |  |  |
| |                            |                |        |        |  |  |  |
| Inscrits | Inscrits                   | Inscrits       | 66 670 | 100,00 |  |  |  |
| Abstentions | Abstentions                | Abstentions    | 23 925 | 35,89  |  |  |  |
| Votants | Votants                    | Votants        | 42 745 | 64,11  |  |  |  |
| Blancs et nuls | Blancs et nuls             | Blancs et nuls | 460    | 1,08   |  |  |  |
| Exprimés | Exprimés                   | Exprimés       | 42 285 | 98,92  |  |  |  |
| Source : France, Ministère de l'intérieur. Les Elections législatives . Métropole., la Documentation française, 1974 (lire en ligne) |                            |                |        |        |  |  |  |

#### Deuxième circonscription (Saint-Paul)
| | Jean Fontaine élu             | Divers droite  | 24 917 | 60,42  |  |  |  |
| | Paul Vergès                   | PCR            | 14 802 | 35,89  |  |  |  |
| | Marc Rivière                  | Divers         | 1 437  | 3,48   |  |  |  |
| | Joseph Peyret-Forcade sortant | Divers droite  | 81     | 0,20   |  |  |  |
| |                               |                |        |        |  |  |  |
| Inscrits | Inscrits                      | Inscrits       | 61 707 | 100,00 |  |  |  |
| Abstentions | Abstentions                   | Abstentions    | 19 973 | 32,37  |  |  |  |
| Votants | Votants                       | Votants        | 41 734 | 67,63  |  |  |  |
| Blancs et nuls | Blancs et nuls                | Blancs et nuls | 497    | 1,19   |  |  |  |
| Exprimés | Exprimés                      | Exprimés       | 41 237 | 98,81  |  |  |  |
| Source : France, Ministère de l'intérieur. Les Elections législatives . Métropole., la Documentation française, 1974 (lire en ligne) |                               |                |        |        |  |  |  |

#### Troisième circonscription (Saint-Pierre)
| | Marcel Cerneau sortant réélu | CD (PDM)       | 16 927 | 65,32  |  |  |  |
| | Bruny Payet                  | PCR            | 5 978  | 23,07  |  |  |  |
| | Albert Ramassamy             | FGDS           | 3 007  | 11,60  |  |  |  |
| |                              |                |        |        |  |  |  |
| Inscrits | Inscrits                     | Inscrits       | 44 151 | 100,00 |  |  |  |
| Abstentions | Abstentions                  | Abstentions    | 17 718 | 40,13  |  |  |  |
| Votants | Votants                      | Votants        | 26 433 | 59,87  |  |  |  |
| Blancs et nuls | Blancs et nuls               | Blancs et nuls | 521    | 1,97   |  |  |  |
| Exprimés | Exprimés                     | Exprimés       | 25 912 | 98,03  |  |  |  |
| Source : France, Ministère de l'intérieur. Les Elections législatives . Métropole., la Documentation française, 1967 (lire en ligne) |                              |                |        |        |  |  |  |